# گرومن ای‌جی کت
گرومن ای‌جی کت (به انگلیسی: Grumman Ag Cat) یک هواپیمای ساختِ کارخانهٔ گرومن در کشور ایالات متحده آمریکا است. این هواپیما برای نخستین بار در ۱۹۵۷ میلادی مورد استفاده قرار گرفت.